# Lolium
- Commons
- Wikispecies

Lolium L. é um género botânico pertencente à família Poaceae.
O Lolium parece muito com trigo, até que está maduro. Quando madura é  mais alto e pode ser separado do trigo.
Deste género podem-se destacar duas especies com valor forrageiro: Lolium multiflorum - Erva-castelhana, e o Lolium perenne - azevém.
Na classificação taxonômica de Jussieu (1789), Lolium é o nome de um gênero  botânico, ordem Gramineae, classe Monocotyledones com estames hipogínicos.

## Sinônimos
- Arthrochortus Lowe
- Craepalia Schrank
- Crypturus Trin.

## Espécies
- Lolium canariense
- Lolium edwardii
- Lolium multiflorum
- Lolium perenne
- Lolium persicum
- Lolium remotum
- Lolium rigidum
- Lolium temulentum, coloquialmente chamado de Joio.
- «Lista completa»

## Classificação do gênero
| Sistema | Classificação                   | Referência               |
| ------- | ------------------------------- | ------------------------ |
| Linné   | Classe Triandria, ordem Digynia | Species plantarum (1753) |